# Мазурек, Альфонс Мария
Альфонс Мария Мазурек (пол. Alfons Maria Mazurek, в миру — Иосиф Мазурек, 1 марта 1891, Баранувка, Малопольское воеводство — 28 августа 1944, Навоёва-Гура, Малопольское воеводство) — блаженный Римско-католической церкви, священник, монах, член ордена босых кармелитов. Входит в число 108 блаженных польских мучеников, беатифицированных римским папой Иоанном Павлом II во время его посещения Варшавы 13 июля 1999 года.

## Биография
В 1908 году вступил в новициат католического ордена босых кармелитов, приняв монашеское имя Альфонс Мария Святого Духа. Изучал теологию и философию в Кракове. В 1916 году был рукоположён в сан священника. Был профессором, ректором кармелитской семинарии и духовным руководителем терциариев в монастыре в Вадовицах. В 1937 году написал Устав для польских членов третьего ордена. Подготовил к публикации Бревиарий для терциариев. Публиковал статьи в периодическом издании «Голос Кармеля».
Был убит солдатом СС 28 августа 1944 года.

## Прославление
13 июня 1999 года был беатифицирован римским папой Иоанном Павлом II вместе с другими польскими мучениками Второй мировой войны.